# Characodoma protrusum
Characodoma protrusum is een mosdiertjessoort uit de familie van de Cleidochasmatidae. De wetenschappelijke naam van de soort is, als Cleidochasma protrusum, voor het eerst geldig gepubliceerd in 1905 door Thornely.